# Phú Thịnh, Kim Động
Phú Thịnh là một xã cũ thuộc huyện Kim Động, tỉnh Hưng Yên, Việt Nam.
Ngày 1 tháng 12, xã Phú Thịnh sáp nhập với xã Thọ Vinh để tạo nên xã Phú Thọ

## Địa lý
Xã Phú Thịnh có vị trí địa lý:
- Phía đông giáp xã Đức Hợp
- Phía tây giáp Sông Hồng
- Phía nam giáp xã Mai Động
- Phía bắc giáp xã Thọ Vinh.

Xã Phú Thịnh có diện tích 4,82 km², dân số năm 2019 là 6.067 người, mật độ dân số đạt 1.258 người/km².

## Hành chính
Xã Phú Thịnh được chia thành 3 thôn: Phú Cường, Quảng Lạc, Trung Hòa.